# Joe Lieberman

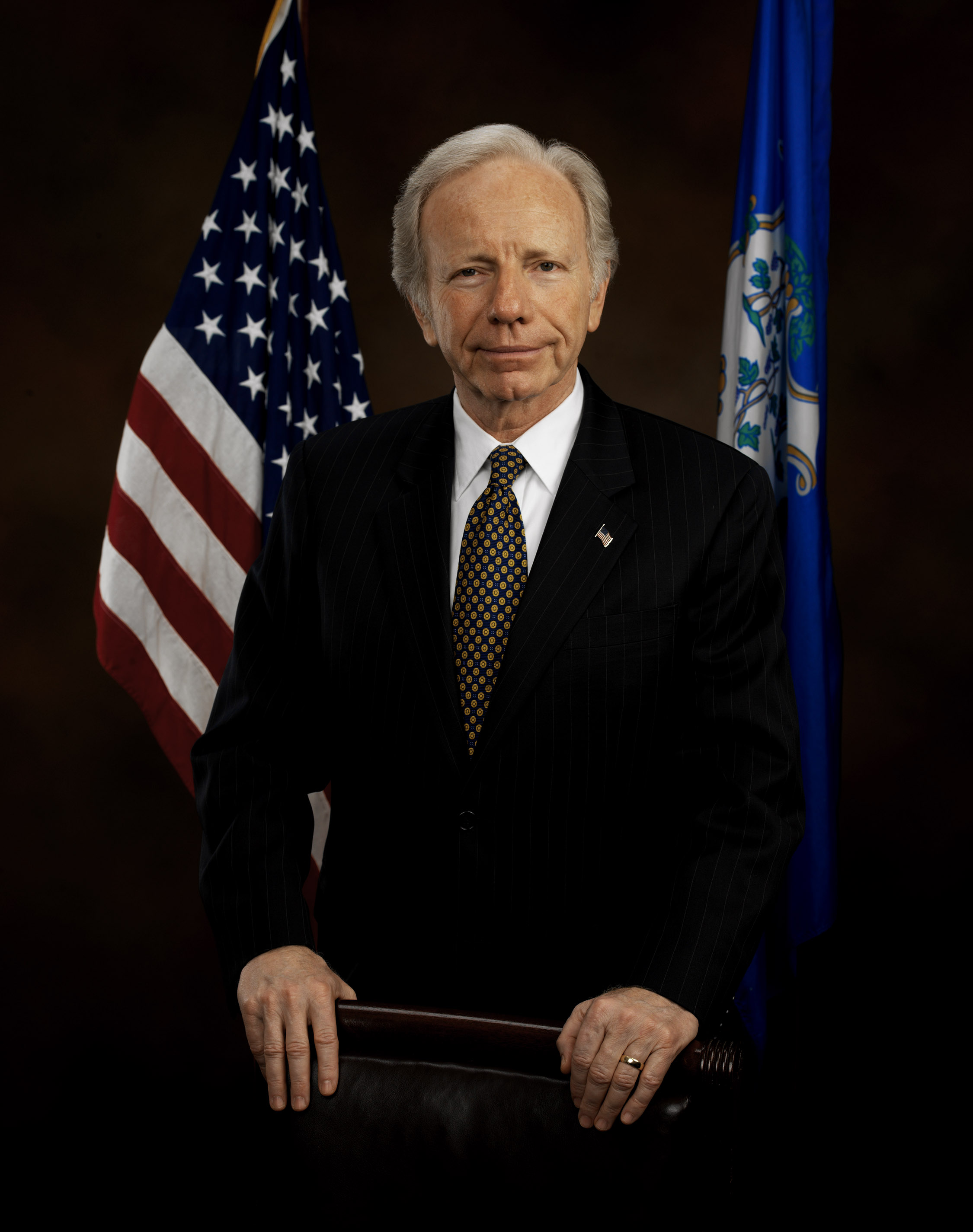
Joe Lieberman (2005)

Joseph Isadore „Joe“ Lieberman (* 24. Februar 1942 in Stamford, Connecticut; † 27. März 2024 in New York City, New York) war ein US-amerikanischer Politiker. Er vertrat von 1989 bis 2013 den Bundesstaat Connecticut im Senat. Bei der Präsidentschaftswahl 2004 war er ein Bewerber der Demokraten für das Amt des Präsidenten der Vereinigten Staaten, nachdem er bei der Präsidentschaftswahl 2000 neben Al Gore für das Amt des Vizepräsidenten kandidiert hatte.

## Herkunft und Ausbildung
Joe Lieberman wurde als Sohn von Henry und Marcia Lieberman geboren. Sein Vater betrieb ein Spezialgeschäft für Alkohol. Seine väterlichen Großeltern emigrierten aus Kongresspolen und seine mütterlichen Großeltern kamen aus Österreich-Ungarn.
Er machte 1964 seinen Abschluss an der Yale University; drei Jahre später bestand er sein juristisches Examen an der dortigen Law School.

## Politische Karriere

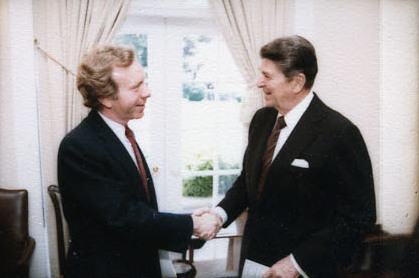
Lieberman und US-Präsident Ronald Reagan (März 1984)

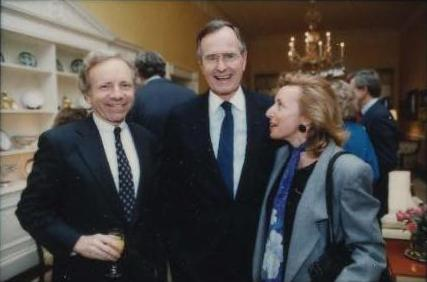
Lieberman und US-Präsident George H. W. Bush (Februar 1991)

Joe Lieberman gehörte von 1970 bis 1980 dem Senat von Connecticut an, wobei er ab 1974 als Majority Leader der demokratischen Mehrheitsfraktion fungierte. Im Jahr 1983 sowie von 1986 bis 1988 übte er das Amt des Attorney General von Connecticut aus.
1988 gewann Lieberman die Wahl zum US-Senator gegen Amtsinhaber Lowell P. Weicker, woraufhin er am 3. Januar 1989 in den Kongress einzog. Als US-Senator war er Mitglied des Ausschusses für die Streitkräfte. Bedeutender Höhepunkt seiner politischen Karriere war die Präsidentschaftswahl im Jahr 2000, als ihn der für das Präsidentenamt kandidierende Al Gore zu seinem Kandidaten für das Vizepräsidentenamt nominierte. Lieberman war damit der erste jüdische Kandidat, der für eine der großen Parteien bei einer Präsidentschaftswahl antrat. Bei den Präsidentschaftswahlen 2004 bewarb er sich um das Amt des Präsidenten, scheiterte aber in den Vorwahlen seiner Partei. Bei den Präsidentschaftswahlen 2008 unterstützte er den republikanischen Kandidaten John McCain. Als Hauptgrund hierfür gab er die Unterstützung des Irakkrieges durch McCain an.
Im Mai 2012 sprach er sich, trotz des vom ehemaligen UN-Generalsekretär Kofi Annan unterstützten Friedensplans, für eine Bewaffnung der syrischen Aufständischen aus und forderte Syriens Bombardierung durch die USA und ihre Partner in der Region. Ab Anfang 2013 war Lieberman Executive Director der Foreign Policy Initiative. Im November 2014 wurde Lieberman zum honorary national co-chair der zentristischen No-Labels-Gruppe ernannt und übte dieses Amt bis zu seinem Tod aus.

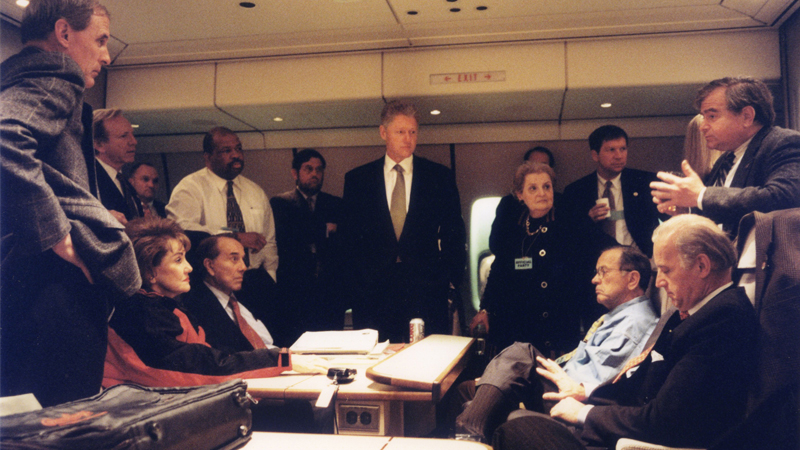
V. l. n. r. Dan Coats, Joe Lieberman, Elizabeth Dole, Bob Dole, Bill Clinton, Madeleine Albright, John Kasich, Ted Stevens, Joe Biden, Sandy Berger (Dezember 1997)

Im August 2006 unterlag Lieberman bei den Vorwahlen der Demokraten zu seiner Wiederkandidatur für den Senat seinem davor weitgehend unbekannten Herausforderer Ned Lamont, der damit für die Demokraten antrat. Diese unerwartete Niederlage Liebermans wurde als Folge seiner Pro-Irakkrieg-Politik angesehen, mit der er sich von der Basis der Demokratischen Partei entfernt hatte. In diesem Zusammenhang sorgte eine Umarmung mit dem republikanischen Präsidenten George W. Bush im Januar 2005, die als „The Kiss“ bekannt wurde, für Wirbel. Nach seiner parteiinternen Vorwahlniederlage zu den Senatswahlen trat er als parteiunabhängiger Kandidat an und schaffte den Wiedereinzug. Lieberman, der weiterhin Mitglied der Demokratischen Partei war und im Senat der Fraktion („Caucus“) der Demokratischen Partei angehörte, konnte hierbei 50 % der Stimmen erringen. Seine Herausforderer Ned Lamont und Alan Schlesinger (Republikaner) kamen auf 40 bzw. 10 Prozent der Stimmen. Das schlechte Abschneiden des republikanischen Bewerbers Schlesinger wurde darauf zurückgeführt, dass viele Anhänger der Republikaner Lieberman ihre Stimme gaben. Lieberman wurden allgemein größere Chancen als Schlesinger eingeräumt, den Demokraten Lamont zu schlagen. Außerdem galt Lieberman als wertkonservativ und war daher für viele Anhänger der Republikaner wählbar.
In der Folgezeit kam Lieberman im Senat nun eine entscheidende Rolle zu, denn die Demokraten verfügten hier über 50 von 100 Stimmen, die Republikaner über 49 von 100. Als unabhängiger Abgeordneter konnte er die Demokraten unterstützen (dann 51 zu 49 Stimmen) oder aber quasi ein Vetorecht ausüben und sich den Republikanern anschließen (dann 50 zu 50 Stimmen, wobei bei Stimmengleichheit der Vizepräsident, Dick Cheney, die Abstimmung entschieden hätte). Dieses „Vetorecht“ brachte ihm im Volksmund den Titel „King Joe“ („König Joe“) ein. Mit der Senatswahl im November 2008 änderten sich die Stimmenverhältnisse zu Gunsten der Demokraten, so dass Liebermans Stimme nicht mehr entscheidend war. Im Abstimmungskampf um die Gesundheitsreform gelang es Lieberman Mitte Dezember 2009 wieder, sich als „Zünglein an der Waage“ in den Mittelpunkt zu stellen und die Demokraten zu zwingen, wesentliche Punkte dieser Gesetzesvorlage fallenzulassen.
Ab dem 4. Januar 2007 war Lieberman im Senat Vorsitzender des Ausschusses für den Heimatschutz. Bei der Wahl im Jahre 2012 trat er nicht mehr an. Um seine Nachfolge bewarben sich der Demokrat Chris Murphy und die Republikanerin Linda McMahon. Murphy konnte sich gegen McMahon durchsetzen.

## Privatleben
Joe Lieberman war in erster Ehe seit 1965 mit Betty Haas verheiratet. Aus der Ehe gingen drei Kinder hervor. 1981 erfolgte die Scheidung. Er war seit 1982 in zweiter Ehe mit Hadassah Freilich verheiratet. Die Eheleute Lieberman waren gläubige Juden und bekannte Vertreter der modern-orthodoxen Strömung innerhalb des Judentums.
Er starb am 27. März 2024 an den Folgen eines Sturzes in seinem Zuhause in der Bronx, New York im Alter von 82 Jahren.